# デロイ・ドゥアルテ
デロイ・ドゥアルテ（Deroy Duarte, 1999年7月4日 - ）は、オランダ・ロッテルダム出身のカーボベルデ代表サッカー選手。フォルトゥナ・シッタート所属。ポジションはミッドフィールダー。

## 経歴

### クラブ
ロッテルダム生まれで地元スパルタ・ロッテルダムの下部組織出身。2016年にトップチームに昇格した、2017年8月12日にエールステ・ディヴィジでトップチーム初出場。
2021年8月12日、フォルトゥナ・シッタートに3年契約で移籍。

### 代表
年代別代表ではU-18代表からオランダ代表として出場している。
2022年3月24日、グアドループ代表との親善試合でカーボベルデ代表として初出場。

## 家族
兄のラロス・ドゥアルテもサッカー選手。